# Orlando Enrique Sella
Orlando Enrique Sella (Los Cóndores, 8 de abril de 1946-ibídem, 18 de abril de 2019) fue un político argentino, que se desempeñó en dos oportunidades como diputado Nacional (1983-1985 y 1985-1989) y también como diputado provincial.
Se recibió de Abogado en la Universidad Nacional de Córdoba en 1972. 
Se desempeñó como Embajador argentino en Haití, entre 1989 y 1992, y luego en Costa Rica, entre 1992 y 1995, designado por el presidente Carlos Menem. Cuando falleció se encontraba en plena campaña para Gobernador de Córdoba por el Partido Política Abierta para la Integridad Social. Con respecto a ello, a pesar de fallecido, la justicia electoral dispuso que su nombre figurase en las boletas de las elecciones provinciales de ese año, lo cual fue criticado como una ridiculez por los distintos medios argentinos.